# 日産・フェアレディZ Z33
フェアレディZ Z33（FAIRLADY Z Z33、海外販売名 350Z）は、日産自動車が2002年から2008年まで製造していたファストバッククーペ型およびオープンカー型のスポーツカーである。発売から2004年1月までは日産自動車追浜工場で生産されていたが、2004年1月からは生産効率改善のため同社栃木工場に移管され、フルモデルチェンジ後もここで生産されている。

## 概要
2000年11月に先代であるZ32型フェアレディZの生産が終了し、その後約2年間のブランクを経て、2002年7月に通算5代目となるZ33型フェアレディZが発売された。発売から約1年後の2003年10月にはオープンモデルの「ロードスター」が追加された。先代Z32型まで設定されていた2by2（4人乗り仕様）は無くなり、CPV35型スカイラインクーペが後継の座を担う。
なお、「北米向け等の輸出仕様には簡易的な後席を2座設けた4人乗り仕様が存在する」というのは誤りであり、とあるショップが北米仕様車をベースに4人乗りの公認を取得した事から広まったデマである。
発表時には「Zは毎年進化する」と宣言され、その宣言通り、2008年にZ34型にフルモデルチェンジされるまでに計4回のエンジンスペックの向上、3回のサスペンションの仕様向上が行われた。
排気量が3.5Lあることから、日本国外においては「350Z」の名称で販売されていた。日本国内では2008年12月にクーペがZ34型にモデルチェンジするのと同時に、2009年10月のZ34型ロードスターの発売までロードスターの販売は一時中止されていたが、北米市場など一部市場においては、Z34型クーペ発売からZ34型ロードスター発売まで、Z34型クーペとZ33型ロードスターが併売されていた。

## 開発
Z32型発売から数年後には次期型フェアレディZの開発が始まっていたが、バブル景気の崩壊により開発は一時中断された。しかし、当時日産の開発部門でスカイラインGT-R（R34型）の開発を担当していた水野和敏が、部下の高橋孝治と2人で秘密裏に開発を継続。カルロス・ゴーン就任後の2000年には正式に開発が再開され、2000年のZ32型生産終了から2年間のブランクを経て、2002年に発売された。

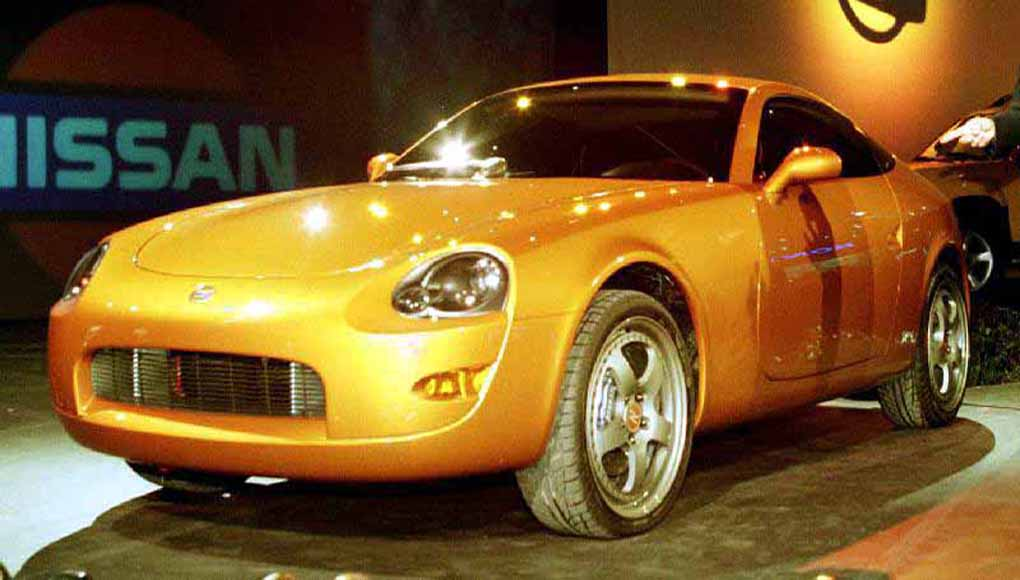
240Zコンセプト
1999年の北米国際オートショーには2.4L 4気筒 KA24DEエンジンを搭載する「240Zコンセプト」が出展された。プラットフォームは240SX（S14型系シルビア）のものを利用し、日産デザインアメリカのマニー・ベイカーによるデザインスケッチに基づいていたロングノーズ・ショートデッキのスタイリングが特徴である。また、2.4Lエンジンは、最高出力200 bhp (149 kW)、最大トルク180 lb⋅ft (244 N⋅m)を発生するものであり、5速MTが組み合わせられ、実走可能であった。外装色は「ルマン サンセット」と名付けられた。なお、このコンセプトカーは、日産デザインアメリカが全米のZオーナーズクラブからの強力なバックアップのもとで独自に開発したものである。
試作車「ミドルスポーツ」
プラットフォームの開発は1995年から行われており、これを隠れ蓑にして新型フェアレディZの試作車を形作った。この試作車（「ミドルスポーツ」、通称「赤いZ」）は名目上、「新FRプラットフォームの動性能確認のための実験車」として計画されており、実際に高級セダンにも採用する予定であった。もちろん真の目的は新型フェアレディZの開発にも結びついており、当時、FR系の上級セダンとRV車を担当する第1商品開発本部長であった嶋田幸夫も暗黙の了解で承認し、開発費を捻出してもらうことができた。
出来上がった試作車は240SXのシャシーをベースに4気筒のKA24DEを搭載した。車両自体は1997年に水野らのチームが製作したもので、プロジェクトの立ち上げ人の一人である「Zの父」こと片山豊がテストコースで試乗し高評価を残した。
その後、役員試乗会に告知なしで持ち込み、当時の副社長である塙義一も試乗した。評価としては概ね好評で、しかし塙は同時に「ビジネスとして成功するZでなくては駄目だよ」という言葉を開発陣に助言した。そして一か月後にはアメリカで、北米日産や自動車四大誌（ロード&トラック、モータートレンド、カー・アンド・ドライバー、オートモービル）を迎えて行われた試乗会にも持ち込まれた。ここでの評価としては、スポーツカーとしての評判は良かったが、これをZとして賛同するということはなかった。もっとも、北米の販売代理店からは「Zにはやはり6気筒エンジンが必要」との要望が強く、BMW・Z3やポルシェ・ボクスターなどの欧州車でも6気筒エンジンを積んで性能をアピールしてきていることも、4気筒エンジンの試作車にとっては決め手に欠けていた。
この試作車はその後20年以上にわたって保存され、2019年に元の姿を取り戻して、現在は日産ヘリテージコレクションに所蔵されている。

## メカニズム
プラットフォーム、サスペンション、エンジンなどをスカイラインと共有しており、安価な価格設定を可能とした。一方でシャシー剛性確保のためにコストを度外視した部分もあり、フロント部分の通称「Aバー」をスポット溶接ではなくアーク溶接で製作しているのはその一例である。
2003年10月にオープンモデルの「ロードスター」が追加されたが、ロードスターには電動ソフトトップが採用され、開閉時間は約20秒となる。
パワートレイン

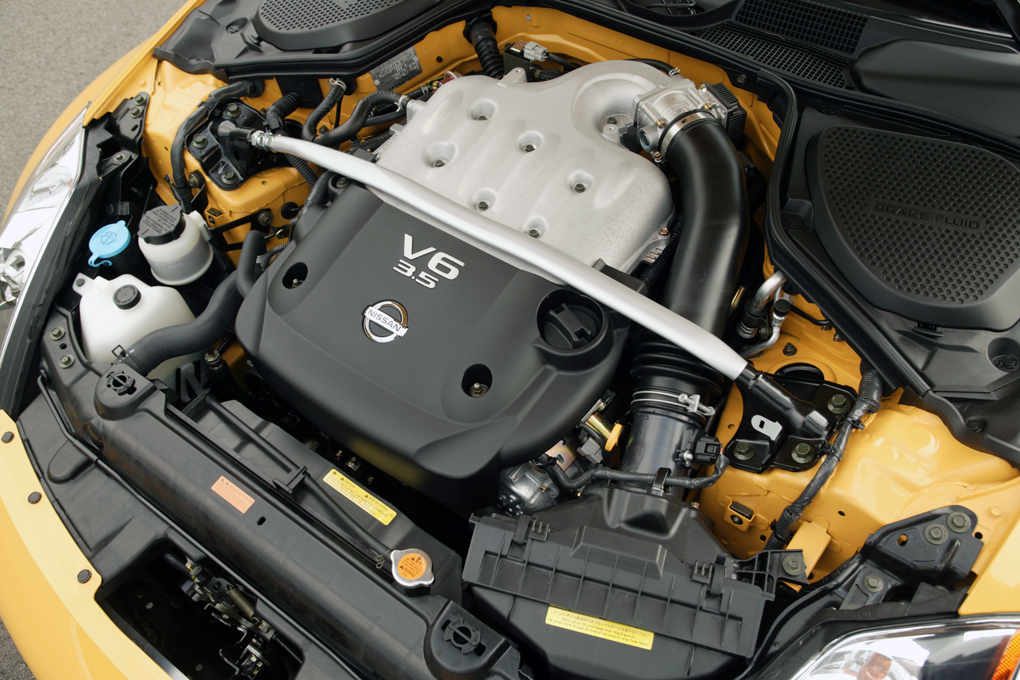
エンジンルーム（2002年7月-2007年1月、VQ35DE型）

エンジンについては当初V型6気筒 3.5LのVQ35DE型エンジンを搭載しており、初期モデルの最高出力は280PSであったが、2005年9月のマイナーチェンジ時にはMT車のみ最高出力が294PSまで向上され、一方で最大トルクは低下した。またMT車のエンジン改良ではエンジンの最高回転数がそれまでの6,600rpmから7,000rpmまで引き上げられた。
2007年1月の一部改良時には、モデルチェンジしてV36型となったスカイラインセダンより搭載されるVQ35HR型エンジンに変更され、最高出力が313PSまで向上、最大トルクもMT車比で増加、AT車比で減少して36.5kgf·mとなった。また、エンジン最高回転数は7,500pmとなった。
トランスミッションにはジヤトコ製JR507E型マニュアルモード付きフルレンジ電子制御5速ATと、愛知機械工業製のFS6R31型 6速MTが用意される。2004年9月の一部改良時にはATに日産として初めて、シンクロレブコントロール機構が追加されている。
| エンジン        | 年式・グレード       | 変速機      | 最高出力                | 最大トルク                   |
| --------------- | -------------------- | ----------- | ----------------------- | ---------------------------- |
| VQ35DE型        | 2002年7月-2005年9月  | 6速MT       | 206kW (280PS) /6,200rpm | 363N·m (37.0kgf·m) /4,800rpm |
| VQ35DE型        | 2002年7月-2007年1月  | 5速AT       | 206kW (280PS) /6,200rpm | 363N·m (37.0kgf·m) /4,800rpm |
| VQ35DE型        | S-tune GT            | 6速MT       | 221kW (300PS) /6,400rpm | 363N·m (37.0kgf·m) /4,800rpm |
| VQ35DE型        | 2005年9月-2007年1月  | 6速MT       | 216kW (294PS) /6,400rpm | 350N·m (35.7kgf·m) /4,800rpm |
| VQ35HR型        | 2007年1月-2008年12月 | 5速AT 6速MT | 230kW (313PS) /6,800rpm | 358N·m (36.5kgf·m) /4,800rpm |
| VQ35HR型 3.8L改 | 380RS                | 6速MT       | 257kW (350PS) /7,200rpm | 397N·m (40.5kgf·m) /4,800rpm |
| VQ35HR型 3.8L改 | 380RS-C              | 6速MT       | 294kW (400PS) /7,500rpm | 421N·m (43.0kgf·m) /5,200rpm |

ボディ・シャシ
V35型スカイラインセダンに採用されるFMプラットフォームをベースとしており、前後重量配分は53:47とした。
ボディ剛性確保のため、トランクルームにはフェアレディZのロゴマークのついたフレームが取り付けられたが、これによりトランクルームの使い勝手に問題を残すこととなった。
サスペンションについては前後ともにマルチリンク式サスペンションが採用されたが、2005年9月のマイナーチェンジ時にはショックアブソーバーに新たにフーガより採用されているデュアルフローパスショックアブソーバーが採用された。
タイヤについては当初標準車にはブリヂストン製のPOTENZA RE040タイヤが装着されていたが、2007年1月の一部改良時に同POTENZA RE050Aタイヤに銘柄が変更された。
従来のフェアレディZは、2シーターと、ロングホイルベースで4座の2by2のバリエーションがあったが、本型から2シーターに一本化された。元々、4座がラインナップに加えられたのは北米市場の要望であるが、新たに北米向けに輸出が始まったスカイライン2ドアクーペ（インフィニティ・G35クーペ）が4座を求めるユーザーに対応する事になった。また、ホイールベースが2650mmなのもコスト削減のためにV35型スカイラインの燃料タンクで出来る最短のホイールベースが2650mmだったため。

## デザイン

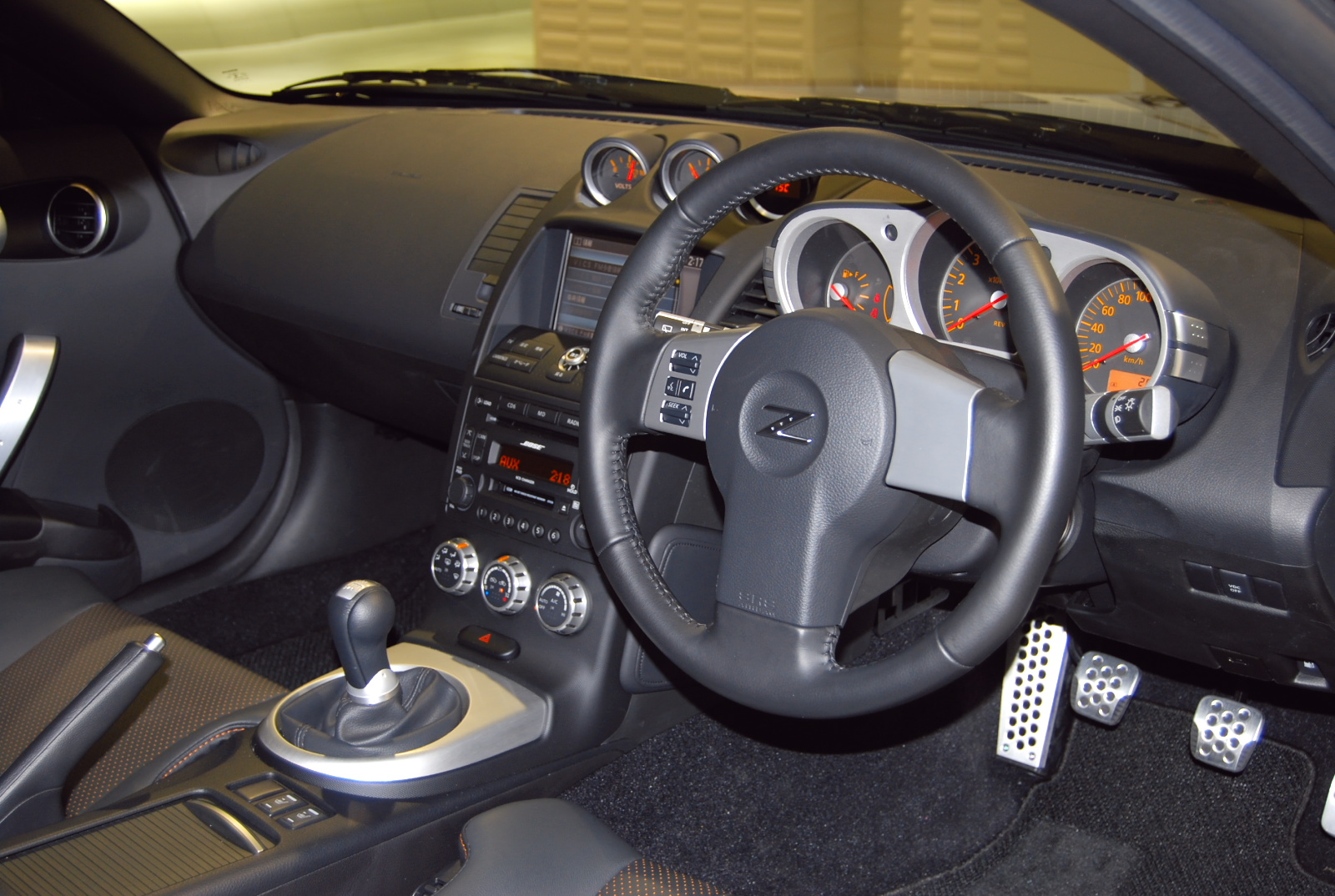
後期型クーペ 室内

空力性能は発売当時クラストップを誇り、Cd値は0.30で、フロントゼロリフトを達成、前後スポイラー装着車はCd値が0.29で、フロント・リアゼロリフトを達成した。またロードスターについても、フロントウインドウからトランクリッドまでの形状を最適化し、風の巻き込みを防いだ。
「FAIRLADY Z」の車名書体のうち、「FAIRLADY」の部分は日産自動車の統一車名書体のNE-01を斜体にして使用しており、「Z」エンブレムは専用のデザインがとられている。そしてこの「Z」エンブレムは、ルノー・日産アライアンス後の車種としては後に発売されるGT-Rを除いて唯一、ハンドルに日産エンブレムの代わりに装着されている。理由として当車とR34型GT-RのCPS（チーフ・プロダクト・スペシャリスト、企画（商品力）に対する責任者）を務めた湯川伸次郎は後年、ブランドマネジメントを担当する部署に対して次のように熱弁したことを明かしている。
| 「 | Zはお客様その人一人のための車です。自分以外は誰にもハンドルを握らせたくない車です。セダンやRVなど、不特定多数の人が乗る車は、ステアリングセンターにニッサンマークが入っていて、乗る人たちに日産車であることを知ってもらうべきですが、Zは違う。Zだから購入されるのであり、その気持ちへの感謝のしるしに、ここはZバッヂが装着されるべきだと思うのです。 ただし、Zは街で走ると多くの人が振り返るはずなので、エクステリアの前後には日産で一番大きいコーポレート・バッヂを付けて、見る人に日産車であることを大いにアピールする。これでいかがでしょうか？ | 」 |

この意見はゴーンにも同じ提案をし、承認された。また、CPSを兼任していたGT-Rについても同じように専用エンブレムの採用が認められた。
エクステリアデザインについては、2005年9月のマイナーチェンジ時にフロントバンパーおよび前後ランプ、18インチアルミロードホイールのデザインが変更されており、テールランプについてはLED化された。さらに2007年1月の一部改良時には、エンジン変更によりエンジンブロック全高が高くなったため、ボンネットフードに初代S30型を彷彿とさせるバルジが設けられた。

## ラインナップ
クーペ
グレードはベースグレードのほか、ラグジュアリーグレードの「Version T」、スポーツグレードの「Version S」、最上級グレードの「Version ST」が用意される。「Version T」には本革シートなどが標準装備され、「Version S」にはブレンボ製のベンチレーテッドディスクブレーキおよび4輪アルミキャリパー対向ピストンブレーキやVDCなどが装備される。また、最上級グレードの「Version ST」は両グレードの装備が両立される。
発売当初、「Version S」および「Version ST」は6速MTのみ、「Version T」は5速ATのみの設定となっていたが、2003年10月の一部改良時に最上級グレードの「Version ST」にも5速AT車が追加された。また、前期型ではベースグレードと「Version T」には17インチホイールが、他のグレードには18インチホイールが装着されたが、2005年9月のマイナーチェンジ以降は全車18インチホイールが装着された。
ロードスター
Z32までのTバールーフ仕様を廃止し、その代替としてZ32で併売されていたコンバーチブルを仕様変更して登場させた。
2005年9月のマイナーチェンジまでは、ベースグレードと「Version T」のみが用意され、両グレードとも5速ATと6速MTの両方が用意される。2005年9月のマイナーチェンジ時には新たに最上級グレードの「Version ST」が追加され、ベースグレードは6速MTのみ、「Version T」は5速ATのみの採用となった。なお、発売当初は全車に17インチホイールが装着されていたが、2005年9月のMC後のモデルは全車18インチホイールが装着されている。

中期型ロードスター/ロードスター Version T（写真は北米仕様350Zロードスター）
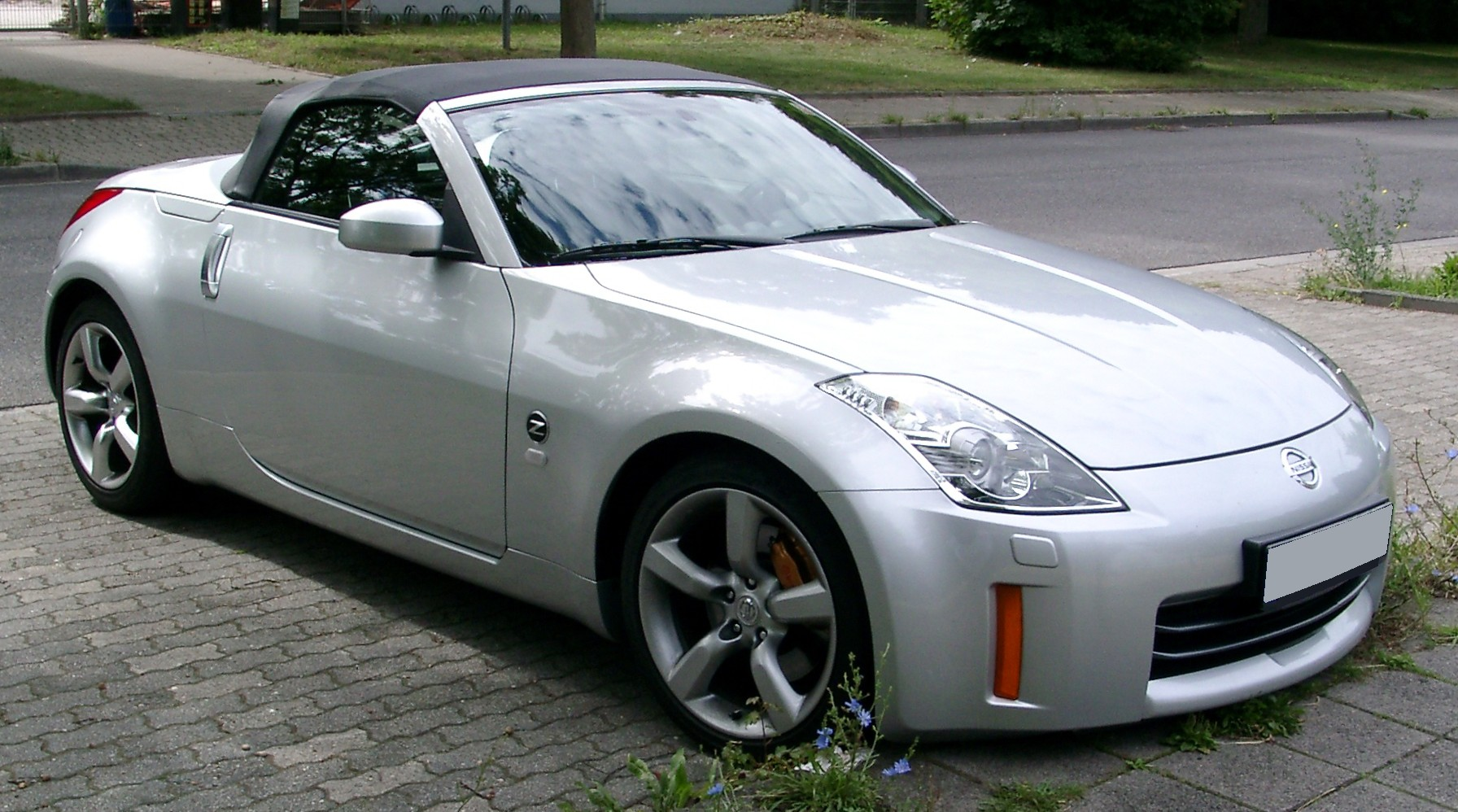
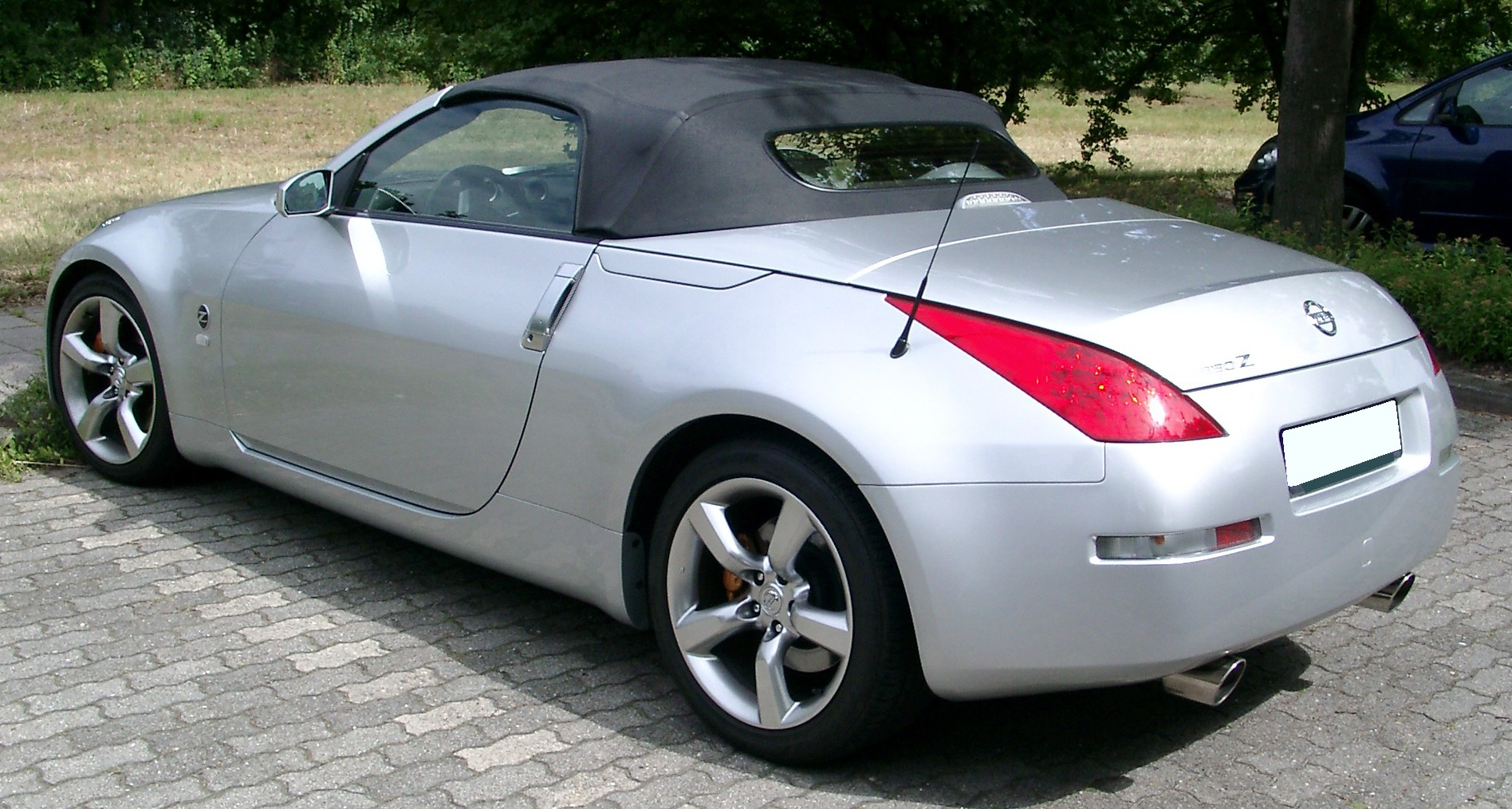

後期型ロードスター（2007年1月-2008年12月）
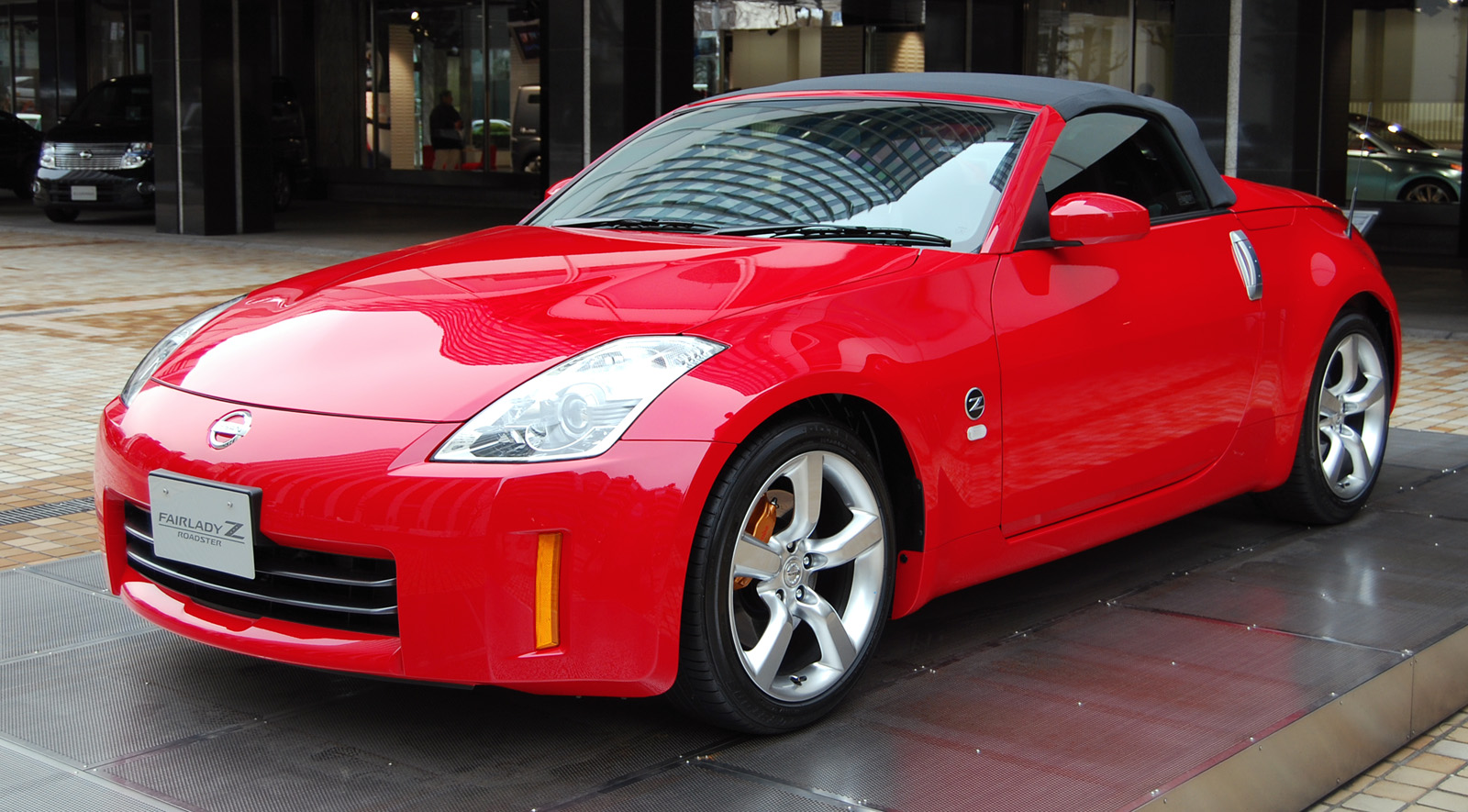
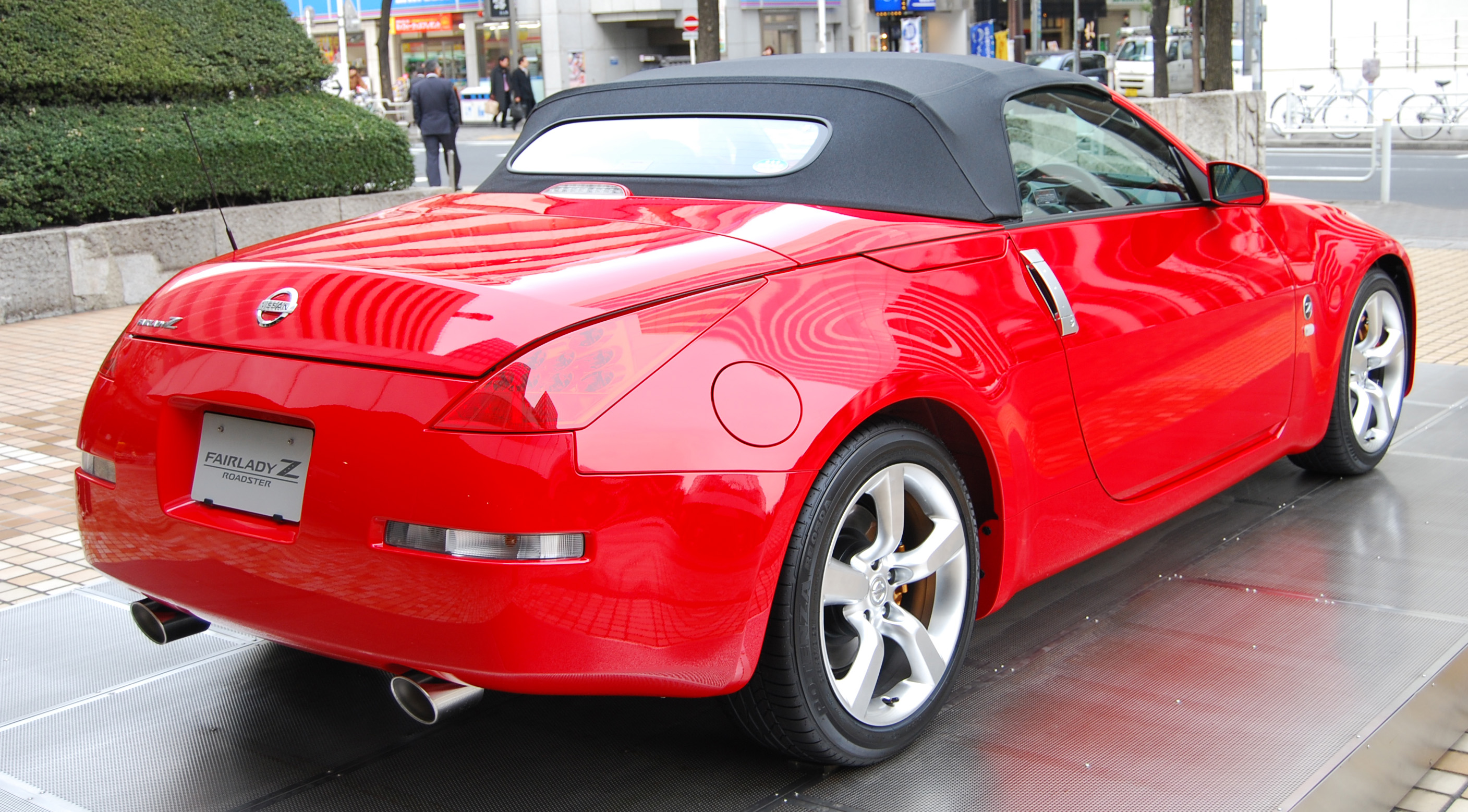

### 特別仕様車
Type E
2004年1月26日に発売。同年2月29日までの期間限定車。全日本GT選手権GT500クラスに出すための事実上のホモロゲーションモデルとして「Version S」をベースにロングノーズバンパー、ロングテールバンパー、サイドフィニッシャーを装着し、加えてオーディオレスとしている。

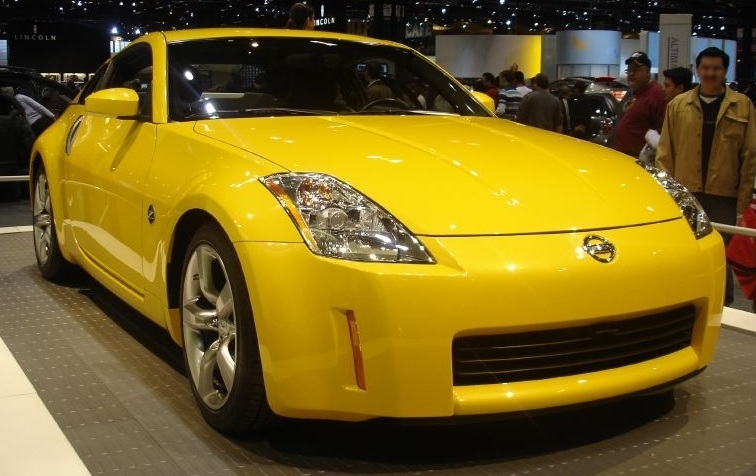
35th Anniversary Edition
2005年1月13日に発売。同年5月末受注分までの期間限定車。初代フェアレディZの登場から35周年を記念したモデル。クーペ「Version ST」の6速MT車をベースに、後の9月8日に発売されるマイナーチェンジモデルに採用されることとなる新デザインの18インチアルミホイールが採用され、加えてエンジンに専用のチューニングが施され、エンジンの最高回転数が6,600rpmから7,000rpmまで400rpm増加された。なお、このエンジンは最大トルクが後のMCモデル車と同じ35.7kgf·mまで低下しており、MCモデルのエンジンのベースとなっている。
Version ST Type G
2006年1月12日にオーテックジャパンより発売。同年5月31日受注分までの期間限定車。クーペ「Version ST」をベースにフロント18インチ、リア19インチのレイズ製鍛造アルミホイールおよびブリヂストン製POTENZA RE050タイヤを装着した。加えて前後フェンダーモールを装着したことにより全幅が25mm増加している。
Type F
2008年1月10日にオーテックジャパンより発売。ベース車はベースグレードの「フェアレディZ」。専用赤色の本革シートが採用され、「Type G」と同デザインのレイズ製フロント18インチ、リア19インチホイールが装着されたほか、VDCや前後フェンダーモールなども装備された。なお、モデル名の「F」は「魅了する」、「虜にする」を意味する「fascinate」の頭文字を取っている。

### コンプリートカー

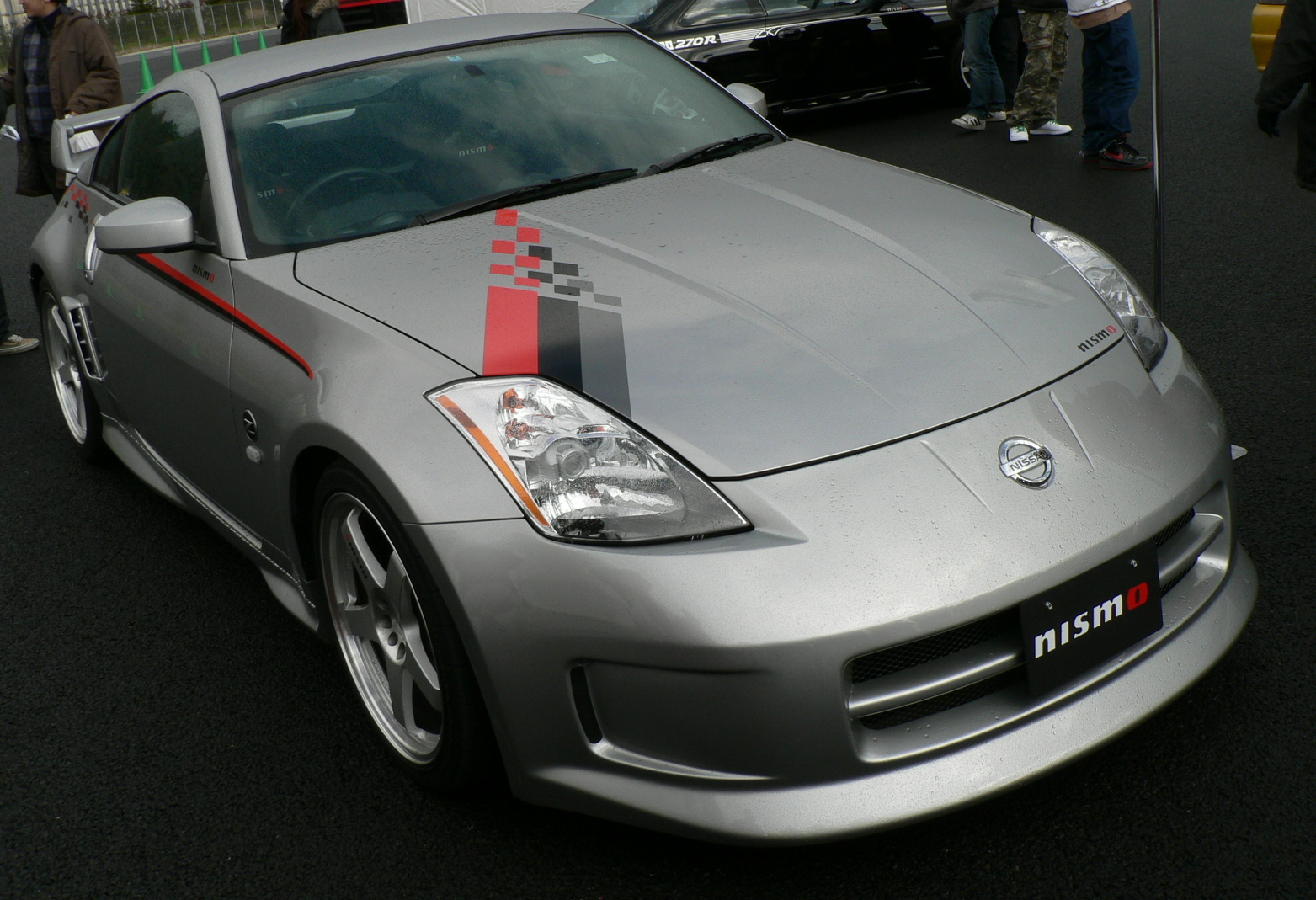
S-tune GT
2004年1月26日に期間限定車「Type E」と同時にNISMOより発売。ベースグレードは「Type E」同様「Version S」。エンジンにはチューニングが施された「S1仕様」のVQ35DE型エンジンが搭載され、最高出力は221kW (300PS) まで向上し、600回転高回転化された。同時に発売された「Type E」同様、大型前後バンパーやスカートが装着されている。また、専用のS-tuneサスペンションやフロント大型ベンチレーテッドディスクブレーキ、専用19インチ鋳造アルミホイール、大型リアスポイラーなども装着され、シャシにもチューニングが施されている。なお、2004年中に納車された車両にはNISMOの20周年を記念した「20周年」ロゴエンブレムが装着された。
Version NISMO / NISMO 350Z
2007年1月11日の一部改良と同時にNISMOおよびオーテックジャパンより発売。NISMOとオーテックの共同開発車で、ヤマハ発動機製パフォーマンス・ダンパーを採用することで、車体剛性の最適化のみならず適切な減衰要素を部分的に付加することにより車体性能を大幅に向上させた。ホイールには先に発売された期間限定車「Version ST Type G」と類似デザイン（スポークに伸びるラインが、Type Gではラインではなくスリードットとなっている）のレイズ製フロント18インチ、リア19インチホイールを装着し、タイヤにはブリヂストン製POTENZA RE-01Rタイヤが装着された。
エクステリアデザインでは専用のフロントバンパー、サイドシルプロテクター、リアバンパー、リアスポイラーなどが装着され、競合するヨーロッパ車と比較して効果的なダウンフォースと空気抵抗減少の実現を獲得していると開発に携わったオーテックの中島繁治は後年明かしている。
なお、このモデルは先に発売されたコンプリートカー、「S-tune GT」とは異なり、日本国内の全日産ディーラーでの購入が可能であったほか、2007年7月には北米市場にも「NISMO 350Z」として輸出された。なお、「NISMO 350Z」のホイールについては専用色に変更されたほか、このモデルは北米向けとしては初のコンバージョンカーとなった。
Version NISMO Type 380RS-Competition

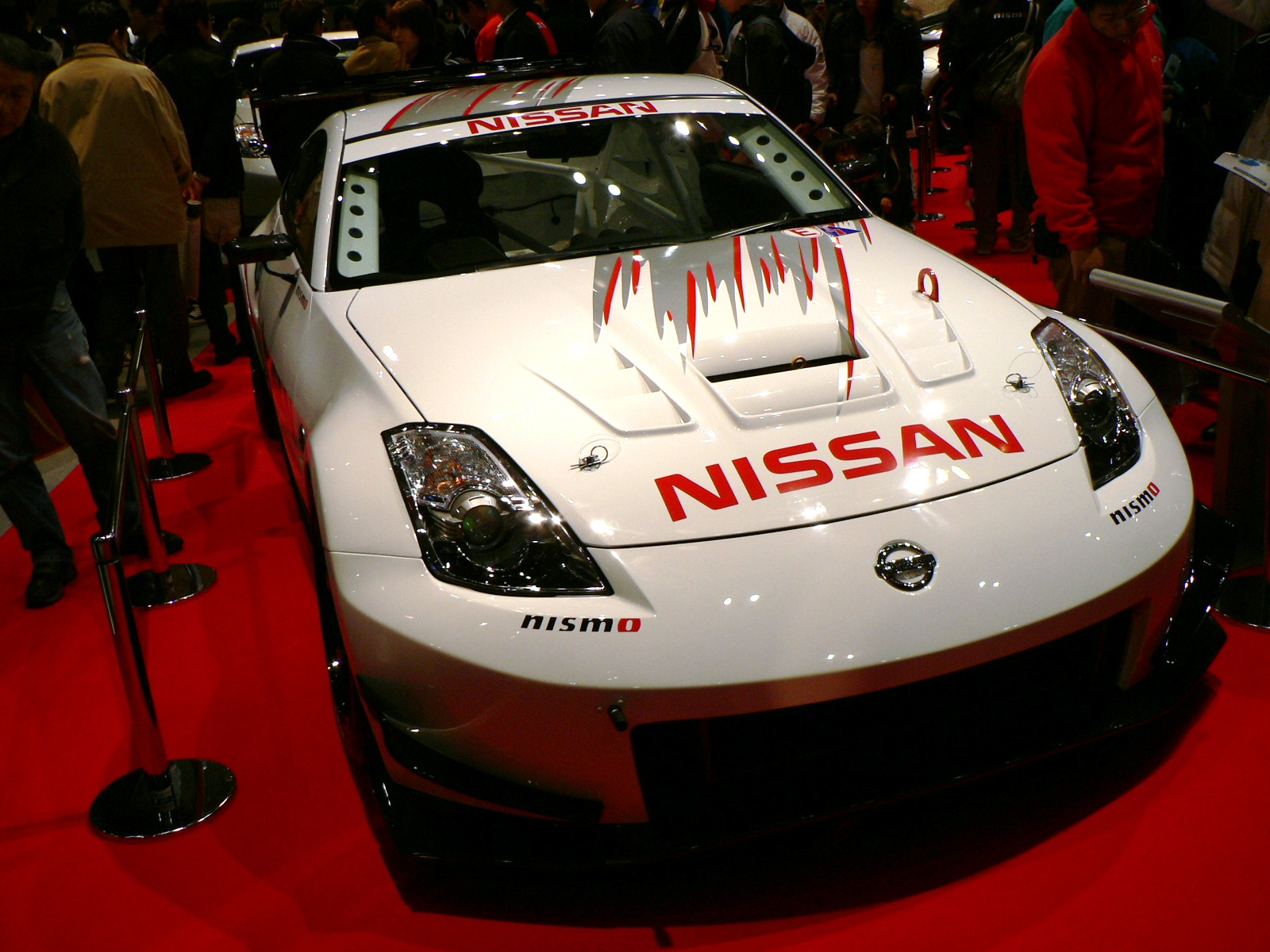
Version NISMO Type 380RS-C

2007年1月11日に「Version NISMO」と同時に発売。略称は「380RS-C」。レースエントラント向けの車両として開発されており、実質的にはスーパー耐久・ST1クラス参戦のためのホモロゲーションモデルである。車両価格は2,625万円となる。エンジンや空力性能の向上、軽量化が図られた。なお、このモデルに搭載されるエンジンは、ストロークが7mm延長され、排気量が3.8Lまで引き上げられており、6速クロスレシオトランスミッションが組み合わせられる。また、専用サスペンションやブレンボ製ブレーキキャリパー・ローターなども装備される。2008年3月27日にはリアウイング、ロールケージの形状が変更され、加えて車体剛性・空力性能の向上も図られ、2008年モデルへの移行が行われた。
Version NISMO Type 380RS

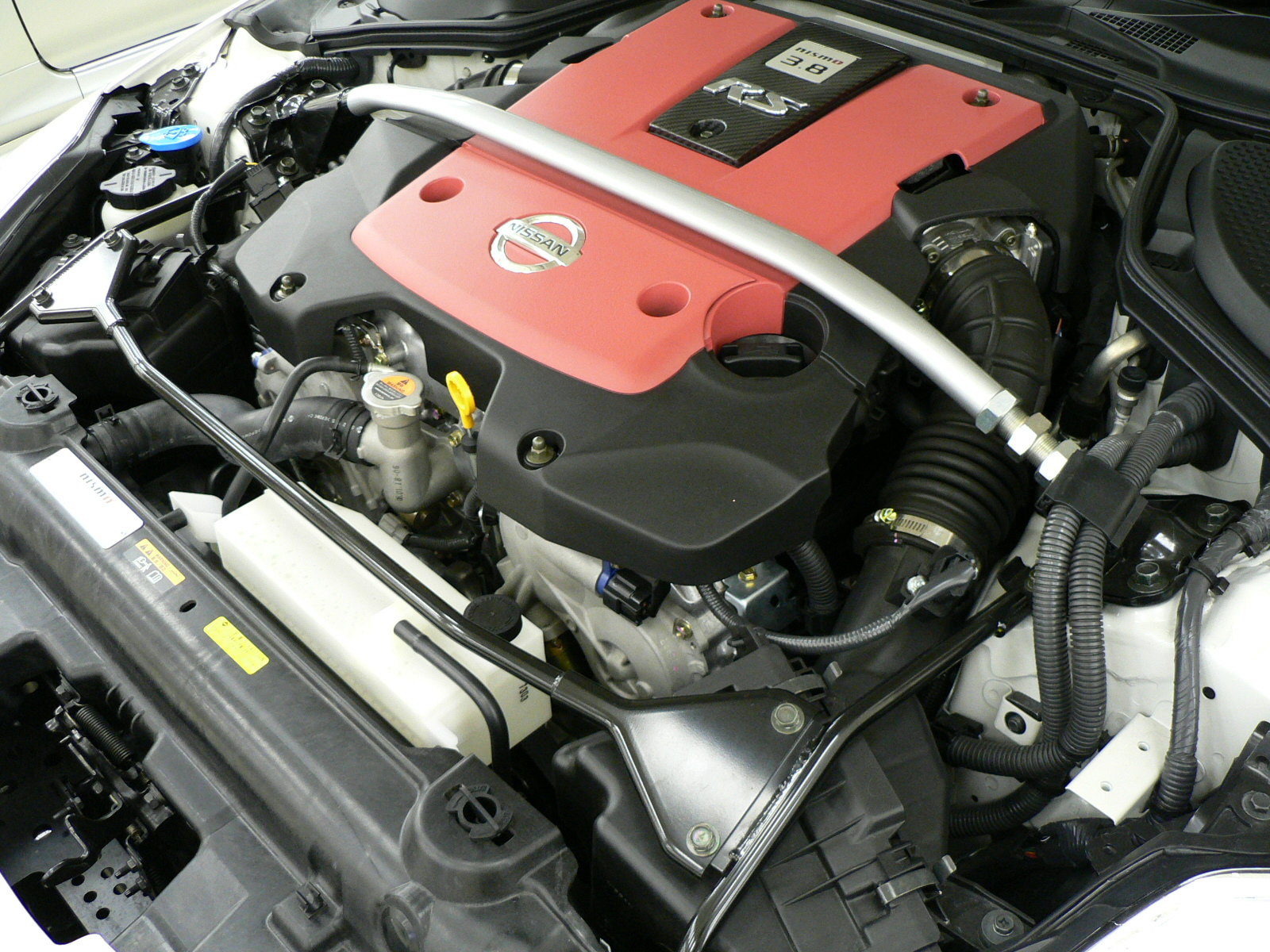
VQ35HR 3.8L改仕様（380RS用）

2007年6月21日にNISMOより発売。レース向けモデルの「Version NISMO Type 380RS-Competition」の公道仕様で、300台限定となり、2008年6月30日に受注が終了された。エンジンには380RS-Cに搭載された3.8L改仕様のVQ35HR型エンジンを公道向けにデチューンし、最高出力を350PSとしたものが搭載される。なお、エクステリア、インテリアのデザインは先に発売された「Version NISMO」と共通となるが、リアには専用の「RS」エンブレムが装着される。

## 年表
2001年10月
東京モーターショーにZ33型コンセプトモデルを出品。
2002年7月30日
日本国内でクーペが発売。発売後1年の目標販売台数は世界で4万2000台。
2003年4月
ニューヨーク国際オートショーに「350Zロードスター」を出品。
2003年7月
北米において「ロードスター」が先行発売。
2003年10月1日
日本国内で「ロードスター」シリーズが発売。
同日クーペが一部改良。
2004年1月
追浜工場から栃木工場に生産拠点を移管。
2004年1月26日
期間限定車「Type E」が発売。
同日、NISMOよりコンプリートカー「フェアレディZ S-tune GT」が発売。
2004年9月8日
一部改良。
2005年1月13日
期間限定車「35th Anniversary」が発売。
2005年5月
ブルーステージでの取り扱いを開始。
2005年9月8日
マイナーチェンジ。
2006年1月12日
期間限定車「Version ST Type G」が発売。
2006年9月8日
中国においてクーペ(Version Sのみ)が発売。想定販売価格は58万2000元(およそ856万円)となり、年内の目標販売台数は300台。
2007年1月11日
一部改良。
同日、「Version NISMO」および「Version NISMO Type 380RS-Competition」が発売。
2007年6月21日
「Version NISMO Type 380RS」が発売。
2007年7月9日
北米市場で「NISMO 350Z」が発売。
2008年1月10日
特別仕様車「Type F」が発売。
2008年3月27日
「Version NISMO Type 380RS-Competition」の2008年モデルが発売。
2008年11月
生産終了。在庫対応分のみの販売となる。
2008年12月1日
クーペがZ34型にフルモデルチェンジ。日本国内での販売終了。生産台数は23万6182台。
2009年10月15日
ロードスターがフルモデルチェンジ。

## モータースポーツ

### 全日本GT選手権・SUPER GT
発売から1年後の2003年には、シルビアに代わり、全日本GT選手権 GT300クラスに出場し、初優勝を果たした。翌、2004年にはスカイラインGT-Rに代わり、新たにV6 3.0L ツインターボのVQ30DETT型エンジンを搭載した車両がGT500クラスにも参戦。再びシーズン優勝を果たした。
2005年以降、JGTCはSUPER GTに名称が変更され、2006年にシリーズ4位の戦績を残した。2007年からは2006年の最終戦に試験投入されたV8 4.5L VK45DE型エンジンを搭載して参戦。2005年にチームタイトルを獲得した。
なおGT500クラスについては、2008年からGT-Rが参戦しているため、Z33は2007年を最後に撤退した。GT300クラスについては2010年までZ33での参戦が行われ、2007年にType E化された後、2008年にはモーラがドライバーズ・チームタイトルの二冠を達成。またラストイヤーの2010年にもハセミモータースポーツが同じく両タイトルを獲得した。

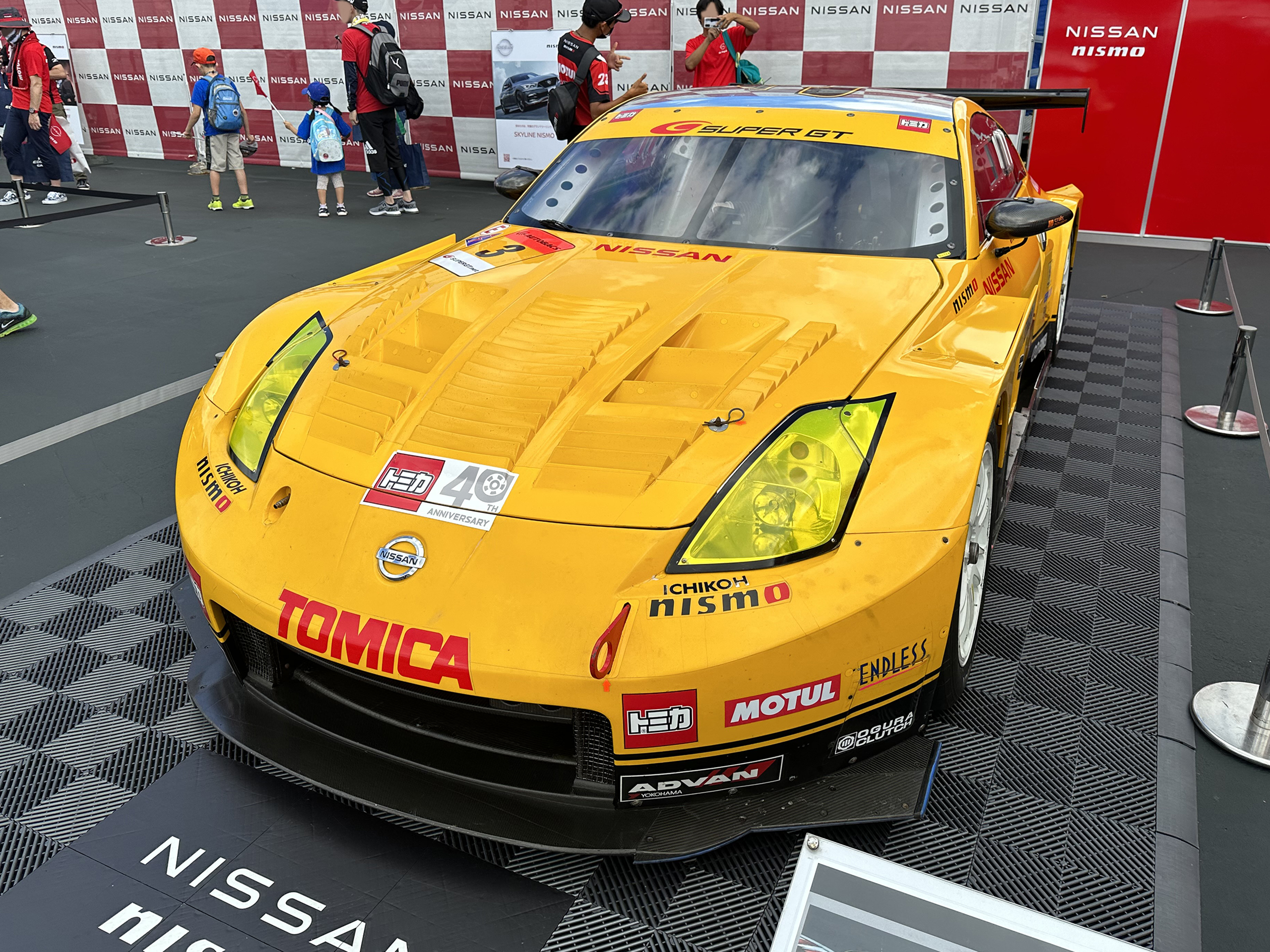
ハセミモータースポーツZ（GT300クラス）

### スーパー耐久
2003年からスーパー耐久のST3クラスに参戦し、2004年・2005年・2007年にST3クラスのシリーズチャンピオンを獲得。
2005年からは特認車両を用いてST1クラスにも参戦し、前述の通りエンジン排気量を拡大したホモロゲーションモデルを投入するなどの動きが功を奏し、2007年にはST1クラスのシリーズチャンピオンを獲得した。

### その他
2003年-2005年、全日本ラリー選手権2輪駆動部門に参戦。ドライバーは三好秀昌。コ・ドライバーは市野諮（テイン代表）。
2003年6月、第81回パイクスピーク・インターナショナル・ヒルクライム オープンクラスにチームコムセントより参戦。エンジンをRB26DETTに換装しアテーサE-TSも搭載したマシンを小林且雄が操りクラス4台中3位/総合57台中32位。ハイパフォーマンス・ショールームストッククラス仕様を長島正興が操りクラス4位/総合37位。
2004年からD1グランプリの参戦車両として使用されている。2007年シリーズでは今村陽一がポイントランキングで6位となった。

## 受賞
クーペ
2002年
- グッドデザイン賞 商品デザイン部門
- スポーツニッポン「キング・オブ・カー」

2003年
- 日本カー・オブ・ザ・イヤー「Most Fun賞」
- モーター・ウィーク「ベスト・オブ・ザ・イヤー賞」
- キップリンジャー・パーソナル・ファイナンス「ベスト・ニュー・スポーツ・カー賞」
- カナダ・カー・オブ・ザ・イヤー
- カナダ自動車ジャーナリスト協会「ベスト・ニューデザイン」
- Edmunds.com「Most Significant Vehicle of the Year」
- カー・アンド・ドライバー「10ベストカー」

2004年
- Top Gear誌「カー・オブ・ザ・イヤー」

2007年
- トップスピード・マガジン「ジャパニーズ・パフォーマンスカー・オブ・ザ・イヤー」

ロードスター
2004年
- グッドデザイン賞

2005年
- ジュネーヴ・モーターショー「カブリオレ・オブ・ザ・イヤー」